# Nicolepeira bicaudata
Nicolepeira bicaudata là một loài nhện trong họ Araneidae.
Loài này thuộc chi Nicolepeira. Nicolepeira bicaudata được Hercule Nicolet miêu tả năm 1849.